# Анаватос
Анаватос (греч. Ανάβατος) — покинутый населённый пункт в центральной части греческого острова Хиос. Это укреплённое средневековое поселение расположено на вершине крутого холма, поэтому его часто называют «Мистра Эгейского моря». По данным переписи 2011 года, там постоянно проживал один человек. Поселение находится на вершине холма высотой в 450 метров, расположенного между двух ущелий в 16 км от города Хиос. Въезд в поселок возможен только с севера.

## История

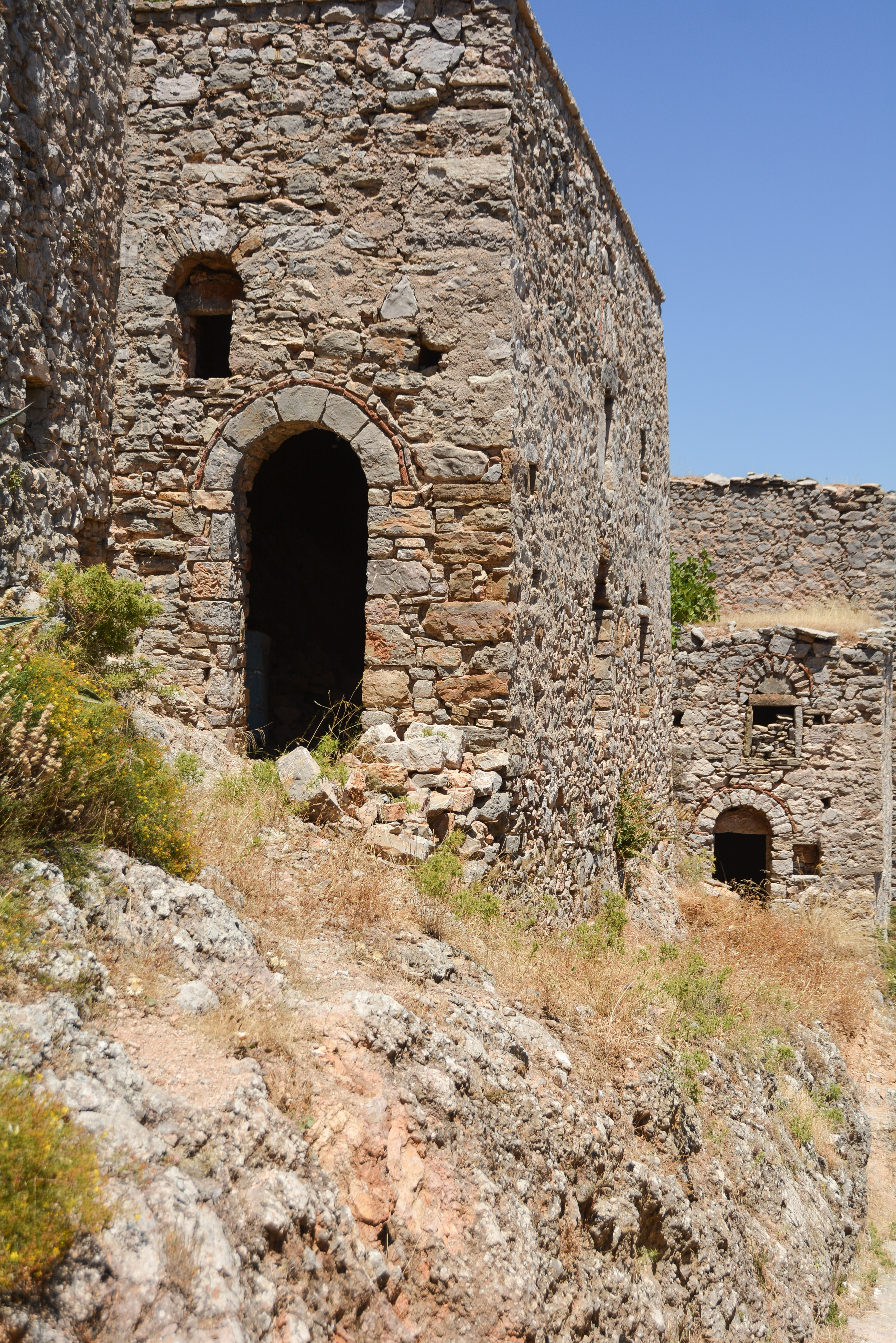
Дома в Анаватосе

Посёлок был основан в византийский период. По одной из версий, это был посёлок рабочих, которые прибыли на Хиос для строительства монастыря Неа Мони. Согласно другой версии, поселок был создан чтобы обезопаситься от пиратских набегов на западное побережье острова. Поселок был создан как крепость на вершине холма. При генуэзцах он был расширен на восток за пределы цитадели, образовав поселение Месохори.
Старый центр посёлка был разрушен в 1822 году во время резни на Хиосе. Посёлок был окончательно заброшен после землетрясения 1881 года.

## Описание

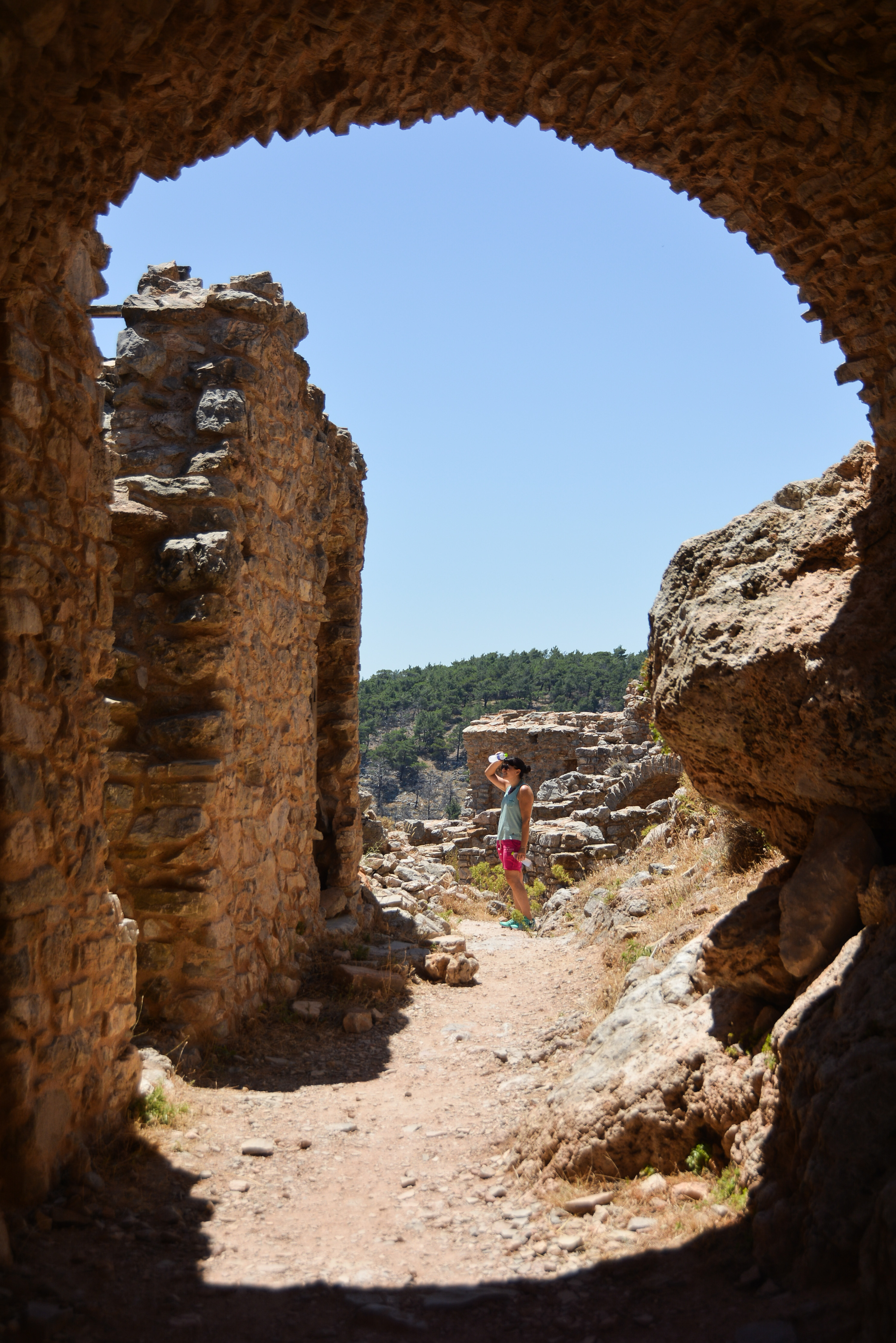
Улица в арке

На вершине холма находится крепость с построенными вплотную друг к другу каменными домами. Территория обнесена каменной стеной с воротами на севере. Посёлок имеет площадь около 800 м². Среди сохранившихся зданий церкви Таксиархис и Девы Марии. Строения в посёлке преимущественно двухэтажные, их первый этаж использовался как лавка или склад, а на втором находились жилые помещения. Два этажа соединялись внутренней лестницей. Дома построены прямо на скале без фундамента. В качестве строительного материала использовался местный известняк и глиняный раствор с небольшим содержанием извести и песка.

## Галерея

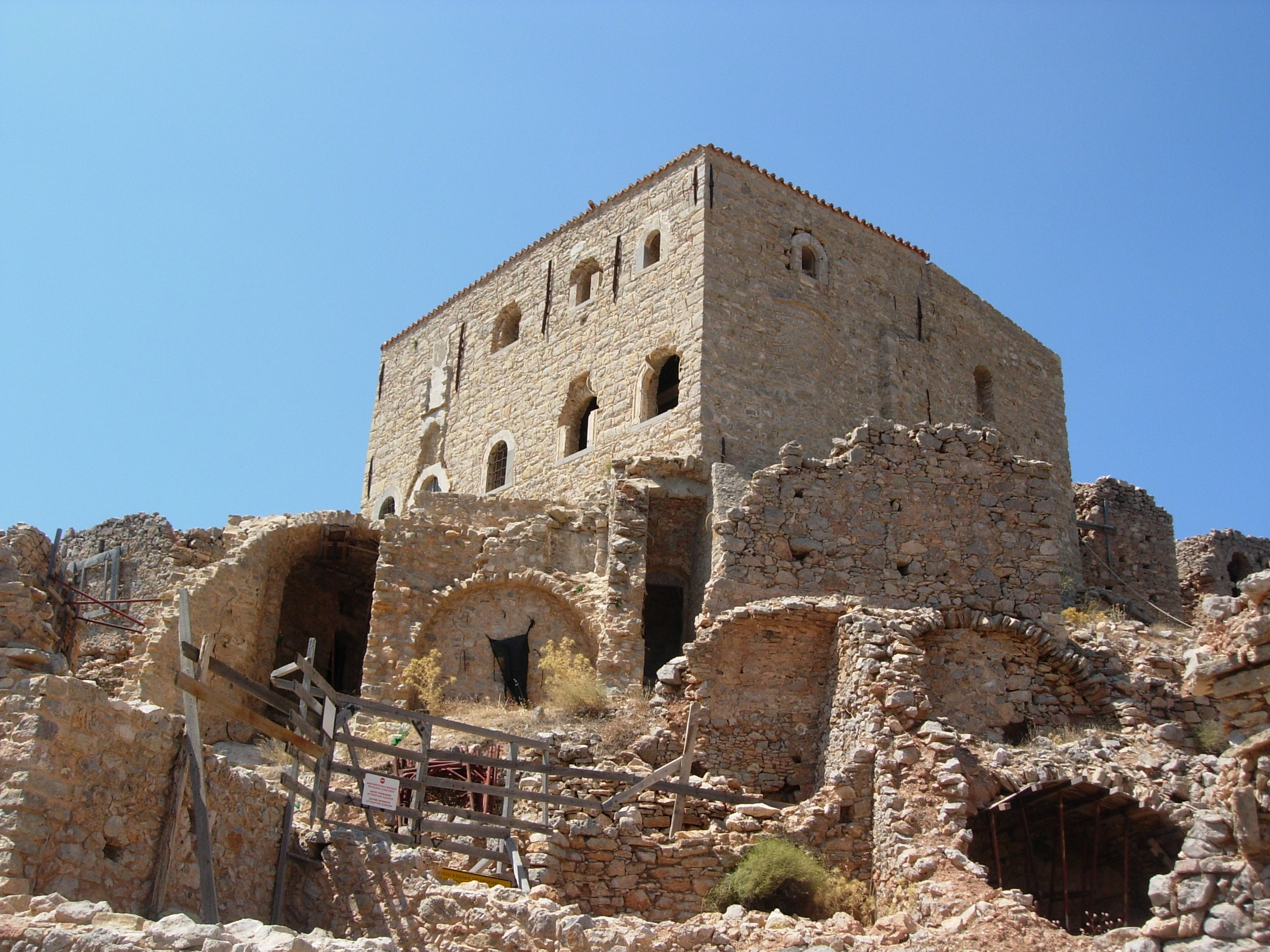
Здание в крепости Анаватос
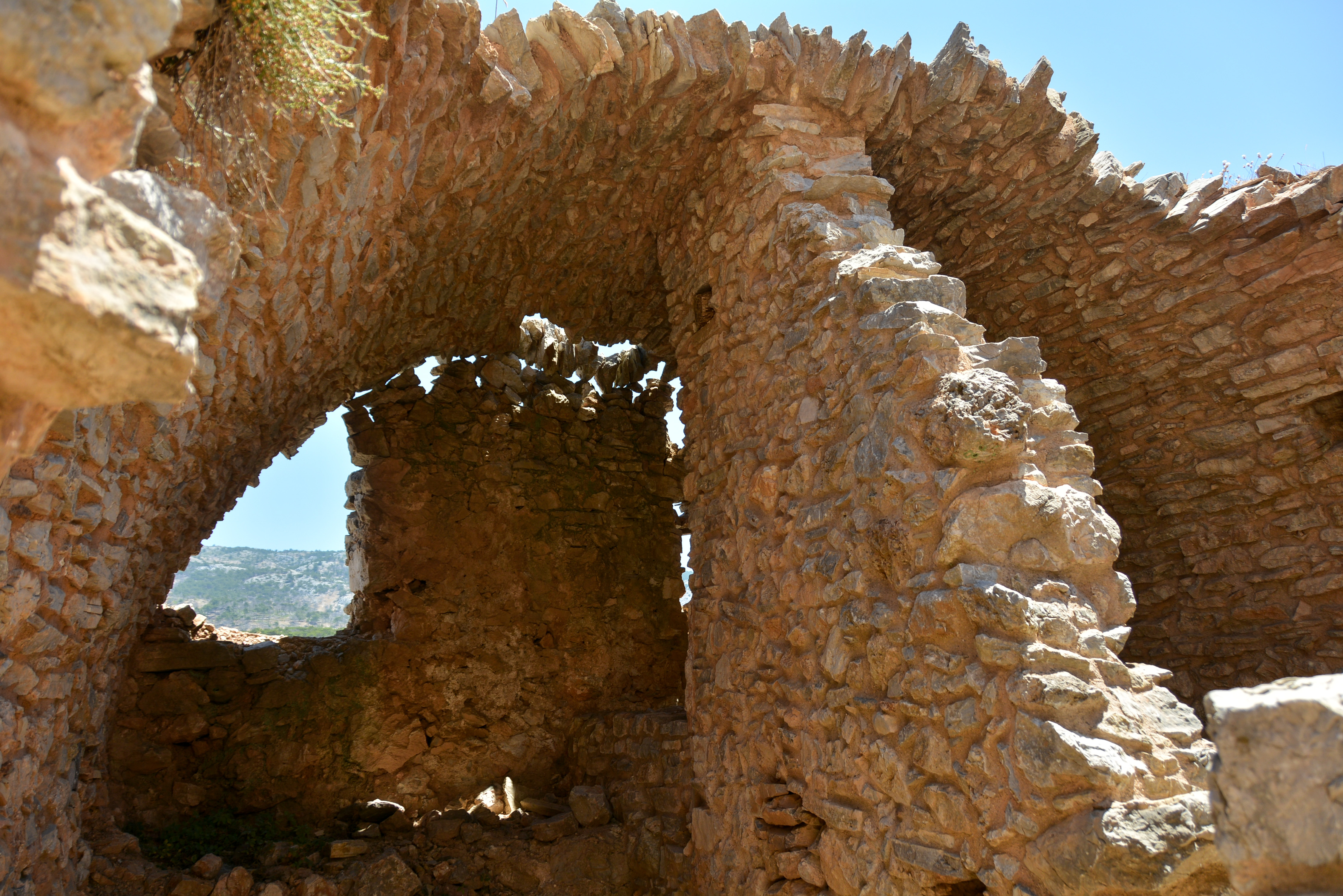
Сводчатые конструкции
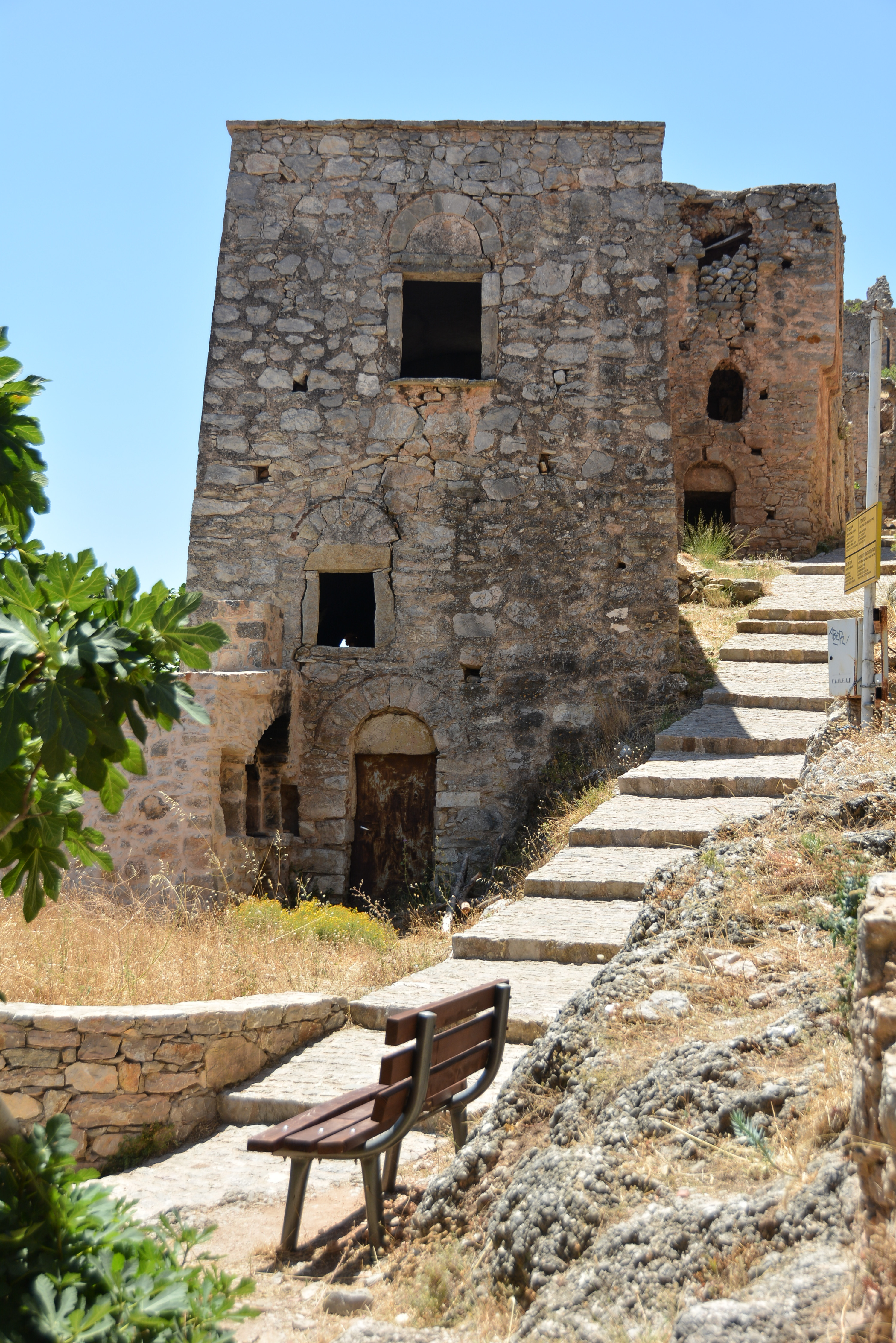
Дорога в Анаватосе
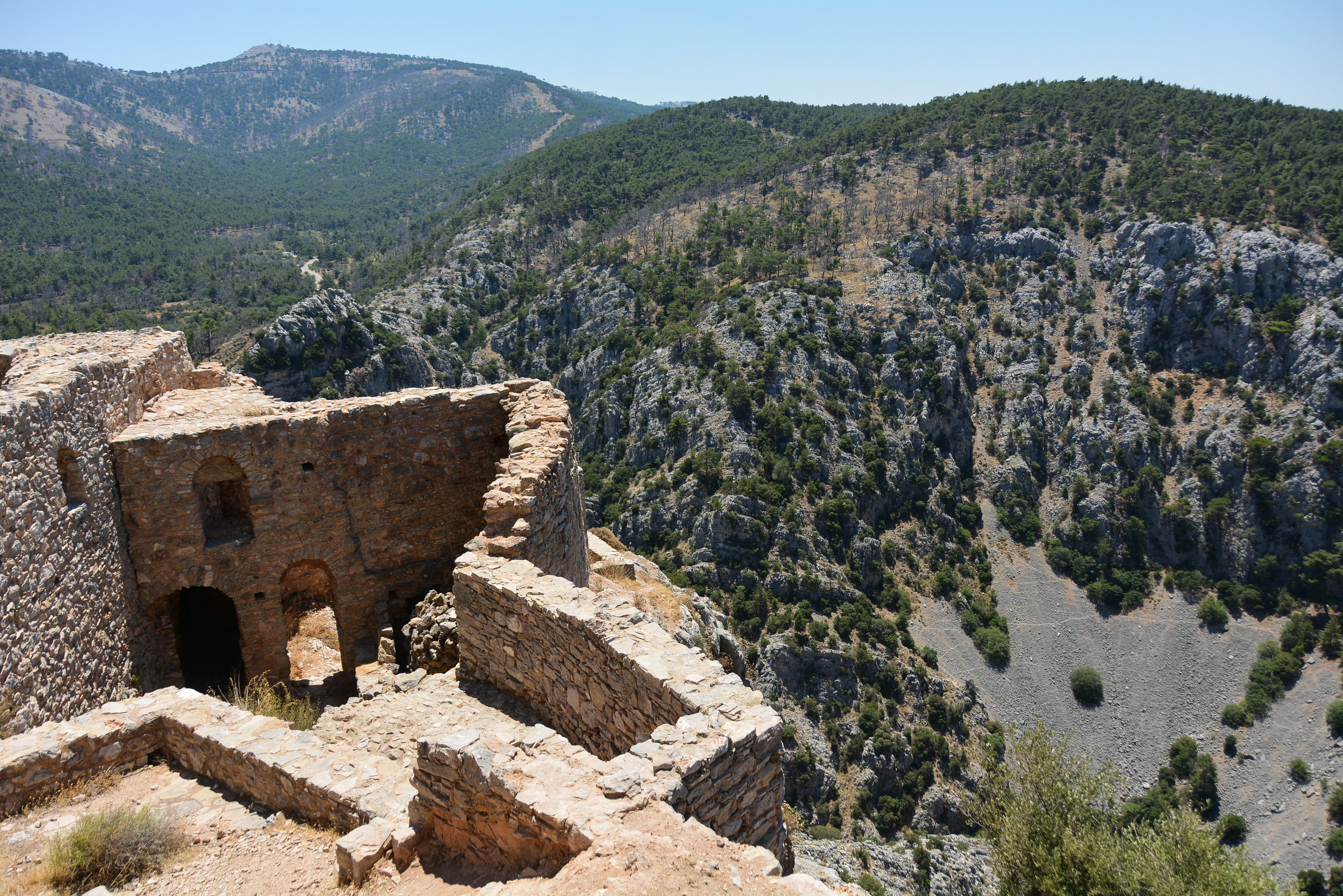
Вид из Анаватоса
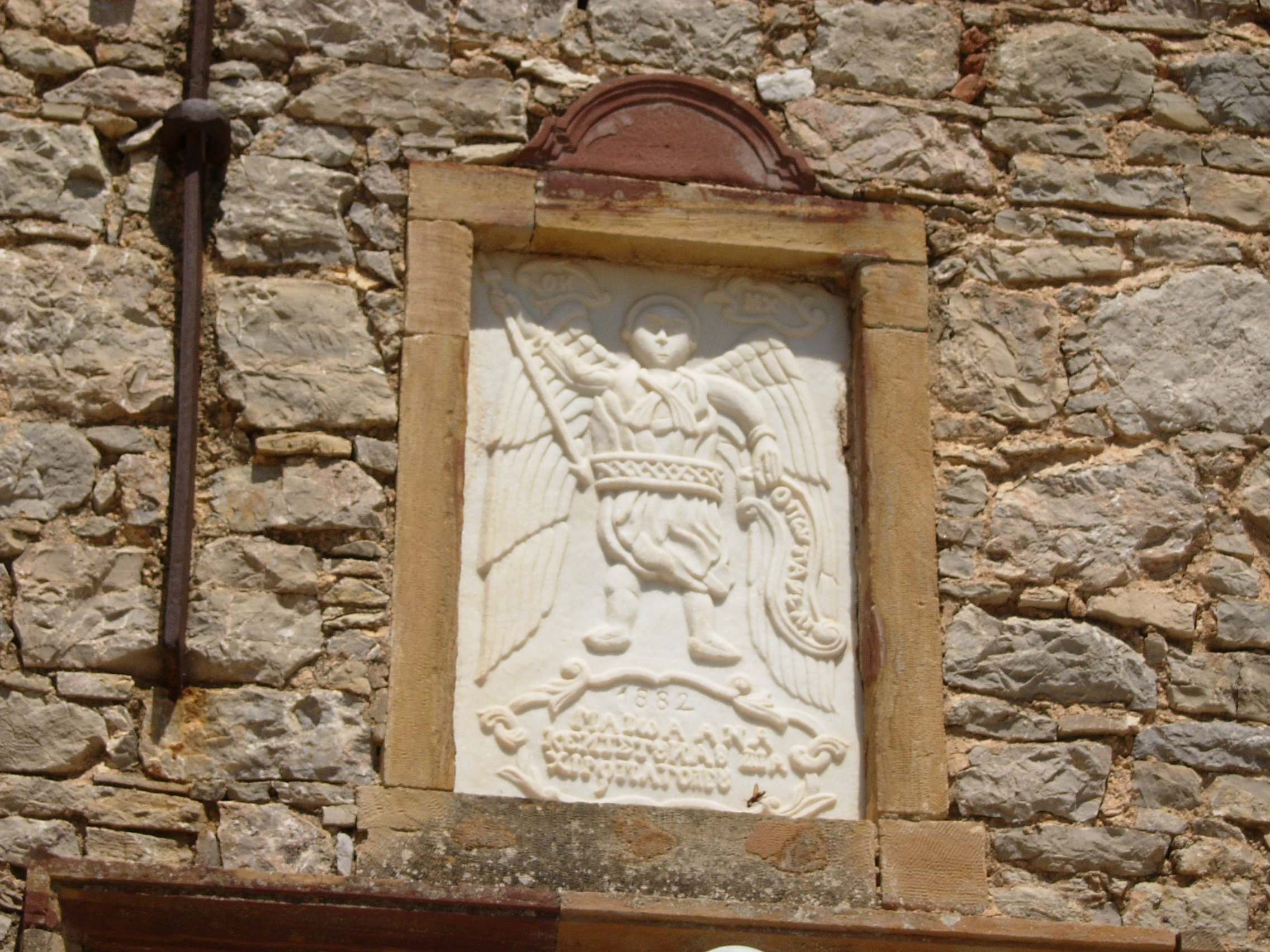
Барельеф в храме